# Emile Béaruné
Emile Béaruné (Numea, 7 febbraio 1990) è un calciatore francese, difensore svincolato e della nazionale neocaledoniana.

## Carriera

### Club
Dal 2010 al 2015 ha militato nel Gaïtcha. Nel 2016 è passato all'Horizon Patho. Nel 2018 si è trasferito all'Hienghène Sport, club in cui ha militato fino al 2022.

### Nazionale
Ha debuttato in Nazionale il 23 settembre 2010, in Guadalupa-Nazionale di calcio della Nuova Caledonia (1-1). Ha partecipato, con la selezione neocaledone, alla Coppa d'Oceania 2012 e 2016, ai Giochi del Pacifico 2011 e 2019, alla Coupe de l'Outre-Mer 2010 e 2012. È sceso in campo, inoltre, nelle qualificazioni ai Mondiali 2014, 2018 e 2022.

## Statistiche

### Cronologia presenze e reti in nazionale
| Cronologia completa delle presenze e delle reti in nazionale ― Nuova Caledonia | Cronologia completa delle presenze e delle reti in nazionale ― Nuova Caledonia | Cronologia completa delle presenze e delle reti in nazionale ― Nuova Caledonia | Cronologia completa delle presenze e delle reti in nazionale ― Nuova Caledonia | Cronologia completa delle presenze e delle reti in nazionale ― Nuova Caledonia | Cronologia completa delle presenze e delle reti in nazionale ― Nuova Caledonia | Cronologia completa delle presenze e delle reti in nazionale ― Nuova Caledonia | Cronologia completa delle presenze e delle reti in nazionale ― Nuova Caledonia |
| Data                                                                           | Città                                                                          | In casa                                                                        | Risultato                                                                      | Ospiti                                                                         | Competizione                                                                   | Reti                                                                           | Note                                                                           |
| ------------------------------------------------------------------------------ | ------------------------------------------------------------------------------ | ------------------------------------------------------------------------------ | ------------------------------------------------------------------------------ | ------------------------------------------------------------------------------ | ------------------------------------------------------------------------------ | ------------------------------------------------------------------------------ | ------------------------------------------------------------------------------ |
| 23-9-2010                                                                      | Bry-sur-Marne                                                                  | Guadalupa                                                                      | 1 – 1                                                                          | Nuova Caledonia                                                                | Coupe de l'Outre-Mer 2010                                                      | -                                                                              |                                                                                |
| 26-9-2010                                                                      | Viry-Châtillon                                                                 | Nuova Caledonia                                                                | 0 – 4                                                                          | Martinica                                                                      | Coupe de l'Outre-Mer 2010                                                      | -                                                                              | 72’                                                                            |
| 29-9-2010                                                                      | Longjumeau                                                                     | Nuova Caledonia                                                                | 1 – 1                                                                          | Tahiti                                                                         | Coupe de l'Outre-Mer 2010                                                      | -                                                                              |                                                                                |
| 3-4-2011                                                                       | Pirae                                                                          | Tahiti                                                                         | 1 – 3                                                                          | Nuova Caledonia                                                                | Amichevole                                                                     | -                                                                              | 32’                                                                            |
| 7-4-2011                                                                       | Paea                                                                           | Tahiti                                                                         | 1 – 0                                                                          | Nuova Caledonia                                                                | Amichevole                                                                     | -                                                                              |                                                                                |
| 4-5-2011                                                                       | Nouméa                                                                         | Nuova Caledonia                                                                | 2 – 4                                                                          | La Riunione                                                                    | Amichevole                                                                     | -                                                                              |                                                                                |
| 7-5-2011                                                                       | Nouméa                                                                         | Nuova Caledonia                                                                | 1 – 3                                                                          | La Riunione                                                                    | Amichevole                                                                     | -                                                                              |                                                                                |
| 27-8-2011                                                                      | Nouméa                                                                         | Nuova Caledonia                                                                | 5 – 0                                                                          | Vanuatu                                                                        | Giochi del Pacifico 2011 - Gironi                                              | -                                                                              |                                                                                |
| 1-9-2011                                                                       | Nouméa                                                                         | Nuova Caledonia                                                                | 8 – 0                                                                          | Tuvalu                                                                         | Giochi del Pacifico 2011 - Gironi                                              | -                                                                              |                                                                                |
| 5-9-2011                                                                       | Nouméa                                                                         | Nuova Caledonia                                                                | 1 – 2                                                                          | Isole Salomone                                                                 | Giochi del Pacifico 2011 - Gironi                                              | -                                                                              |                                                                                |
| 9-9-2011                                                                       | Nouméa                                                                         | Nuova Caledonia                                                                | 2 – 0                                                                          | Isole Salomone                                                                 | Giochi del Pacifico 2011 - Finale                                              | -                                                                              | 41’                                                                            |
| 3-6-2012                                                                       | Honiara                                                                        | Tahiti                                                                         | 4 – 3                                                                          | Nuova Caledonia                                                                | Qual. Mondiali 2014                                                            | -                                                                              | 46’                                                                            |
| 5-6-2012                                                                       | Honiara                                                                        | Nuova Caledonia                                                                | 9 – 0                                                                          | Samoa                                                                          | Qual. Mondiali 2014                                                            | -                                                                              |                                                                                |
| 8-6-2012                                                                       | Honiara                                                                        | Nuova Zelanda                                                                  | 0 – 2                                                                          | Nuova Caledonia                                                                | Qual. Mondiali 2014                                                            | -                                                                              |                                                                                |
| 10-6-2012                                                                      | Honiara                                                                        | Tahiti                                                                         | 1 – 0                                                                          | Nuova Caledonia                                                                | Qual. Mondiali 2014                                                            | -                                                                              | 68’                                                                            |
| 7-9-2012                                                                       | Nouméa                                                                         | Nuova Caledonia                                                                | 0 – 2                                                                          | Nuova Zelanda                                                                  | Qual. Mondiali 2014                                                            | -                                                                              |                                                                                |
| 12-9-2012                                                                      | Pirae                                                                          | Tahiti                                                                         | 0 – 4                                                                          | Nuova Caledonia                                                                | Qual. Mondiali 2014                                                            | -                                                                              | 19’                                                                            |
| 22-9-2012                                                                      | Gagny                                                                          | Martinica                                                                      | 2 – 0                                                                          | Nuova Caledonia                                                                | Coupe de l'Outre-Mer 2012                                                      | -                                                                              |                                                                                |
| 24-9-2012                                                                      | Corbeil-Essonnes                                                               | Nuova Caledonia                                                                | 0 – 2                                                                          | Mayotte                                                                        | Coupe de l'Outre-Mer 2012                                                      | -                                                                              |                                                                                |
| 16-10-2012                                                                     | Nouméa                                                                         | Nuova Caledonia                                                                | 5 – 0                                                                          | Isole Salomone                                                                 | Qual. Mondiali 2014                                                            | -                                                                              |                                                                                |
| 22-3-2013                                                                      | Dunedin                                                                        | Nuova Zelanda                                                                  | 2 – 1                                                                          | Nuova Caledonia                                                                | Qual. Mondiali 2014                                                            | -                                                                              | 60’                                                                            |
| 26-3-2016                                                                      | Port Vila                                                                      | Vanuatu                                                                        | 2 – 1                                                                          | Nuova Caledonia                                                                | Amichevole                                                                     | -                                                                              |                                                                                |
| 29-5-2016                                                                      | Port Moresby                                                                   | Papua Nuova Guinea                                                             | 1 – 1                                                                          | Nuova Caledonia                                                                | Qual. Mondiali 2018                                                            | -                                                                              |                                                                                |
| 5-6-2016                                                                       | Port Moresby                                                                   | Tahiti                                                                         | 1 – 1                                                                          | Nuova Caledonia                                                                | Qual. Mondiali 2018                                                            | -                                                                              | 29’                                                                            |
| 8-6-2016                                                                       | Port Moresby                                                                   | Nuova Zelanda                                                                  | 1 – 0                                                                          | Nuova Caledonia                                                                | Qual. Mondiali 2018                                                            | -                                                                              |                                                                                |
| 22-6-2016                                                                      | Nouméa                                                                         | Nuova Caledonia                                                                | 1 – 2                                                                          | Malaysia                                                                       | Amichevole                                                                     | -                                                                              |                                                                                |
| 5-10-2016                                                                      | Honiara                                                                        | Isole Salomone                                                                 | 0 – 3                                                                          | Nuova Caledonia                                                                | Amichevole                                                                     | -                                                                              | 81’                                                                            |
| 8-10-2016                                                                      | Honiara                                                                        | Isole Salomone                                                                 | 0 – 1                                                                          | Nuova Caledonia                                                                | Amichevole                                                                     | -                                                                              |                                                                                |
| 12-11-2016                                                                     | Auckland                                                                       | Nuova Zelanda                                                                  | 2 – 0                                                                          | Nuova Caledonia                                                                | Qual. Mondiali 2018                                                            | -                                                                              |                                                                                |
| 15-11-2016                                                                     | Koné                                                                           | Nuova Caledonia                                                                | 0 – 0                                                                          | Nuova Zelanda                                                                  | Qual. Mondiali 2018                                                            | -                                                                              |                                                                                |
| 7-6-2017                                                                       | Lautoka                                                                        | Figi                                                                           | 2 – 2                                                                          | Nuova Caledonia                                                                | Qual. Mondiali 2018                                                            | -                                                                              | 54’, 69’                                                                       |
| 26-11-2017                                                                     | Nouméa                                                                         | Nuova Caledonia                                                                | 1 – 1                                                                          | Estonia                                                                        | Amichevole                                                                     | -                                                                              | 83’                                                                            |
| 20-3-2018                                                                      | Pirae                                                                          | Tahiti                                                                         | 0 – 0                                                                          | Nuova Caledonia                                                                | Amichevole                                                                     | -                                                                              |                                                                                |
| 23-3-2018                                                                      | Pirae                                                                          | Tahiti                                                                         | 4 – 3                                                                          | Nuova Caledonia                                                                | Amichevole                                                                     | -                                                                              | 36’ 90’                                                                        |
| 14-11-2018                                                                     | Port Vila                                                                      | Vanuatu                                                                        | 0 – 1                                                                          | Nuova Caledonia                                                                | Amichevole                                                                     | -                                                                              |                                                                                |
| 17-11-2018                                                                     | Port Vila                                                                      | Vanuatu                                                                        | 2 – 2                                                                          | Nuova Caledonia                                                                | Amichevole                                                                     | -                                                                              |                                                                                |
| 10-7-2019                                                                      | Apia                                                                           | Isole Salomone                                                                 | 0 – 2                                                                          | Nuova Caledonia                                                                | Giochi del Pacifico 2019 - Gironi                                              | -                                                                              | 75’                                                                            |
| 12-7-2019                                                                      | Apia                                                                           | Nuova Caledonia                                                                | 1 – 0                                                                          | Figi                                                                           | Giochi del Pacifico 2019 - Gironi                                              | -                                                                              | 46’                                                                            |
| 15-7-2019                                                                      | Apia                                                                           | Tahiti                                                                         | 0 – 3                                                                          | Nuova Caledonia                                                                | Giochi del Pacifico 2019 - Gironi                                              | -                                                                              | 62’                                                                            |
| 18-3-2022                                                                      | Doha                                                                           | Nuova Caledonia                                                                | 1 – 2                                                                          | Figi                                                                           | Qual. Mondiali 2022                                                            | -                                                                              |                                                                                |
| 21-3-2022                                                                      | Doha                                                                           | Papua Nuova Guinea                                                             | 1 – 0                                                                          | Nuova Caledonia                                                                | Qual. Mondiali 2022                                                            | -                                                                              |                                                                                |
| Totale                                                                         |                                                                                | Presenze                                                                       | 41                                                                             |                                                                                | Reti                                                                           | 0                                                                              |                                                                                |